# Magdaléna Rybáriková
Magdaléna Rybáriková (Piešťany, 4 ottobre 1988) è un'ex tennista slovacca.
Nel corso della sua carriera, costellata da numerosi infortuni, si è aggiudicata quattro titoli WTA su un totale di otto finali disputate, tra cui due di categoria Premier. Nei tornei del Grande Slam, vanta una semifinale a Wimbledon 2017. Ha raggiunto la diciassettesima posizione del ranking mondiale il 5 marzo 2018.  In doppio, invece, ha vinto un torneo WTA ed ha raggiunto una semifinale Slam a Wimbledon 2014, grazie alla quale si è spinta fino alla cinquantesima posizione della classifica mondiale il 6 giugno dello stesso anno.
Il 6 marzo 2020 annuncia il ritiro dal tennis professionistico, a trentuno anni di età.

## Biografia
Magdalena Rybáriková era allenata da Mojmir Mihal e, successivamente, da Peter Huber; i suoi preparatori atletici erano Kristian Cupak e Michal Dubovec. Ha iniziato alla giovane età di 8 anni. È nata a Piestany da Anton, un manager in pensione, e Maria. Ha due fratelli gemelli, Filip e Nada. Le sue superfici preferite sono l'erba, dove il suo tennis ottiene maggior espressione, e il cemento. I suoi idoli sono gli elvetici Roger Federer e Martina Hingis.

## Carriera

### 2004 - 2007
Nel 2004 disputa il suo primo torneo ITF.
Nel 2005 prende parte alle prime qualificazioni del circuito maggiore a Portorose e Hasselt, senza accedere al tabellone principale. Si aggiudica due titoli ITF: Cairo ($10.000) e Mestre ($25.000).
Nel 2006 raggiunge i primi quarti di finale WTA a Praga, dove perde contro Peng Shuai, con lo score di 5-7 4-6. Nel corso del torneo si era imposta su Lucie Šafářová per 6(3)–7 6-4 6-4 e Milagros Sequera per 7–6(3) 6-0.
Nel 2007 prende parte alle prime qualificazioni Slam, ma senza successo.

### 2008: Top 100

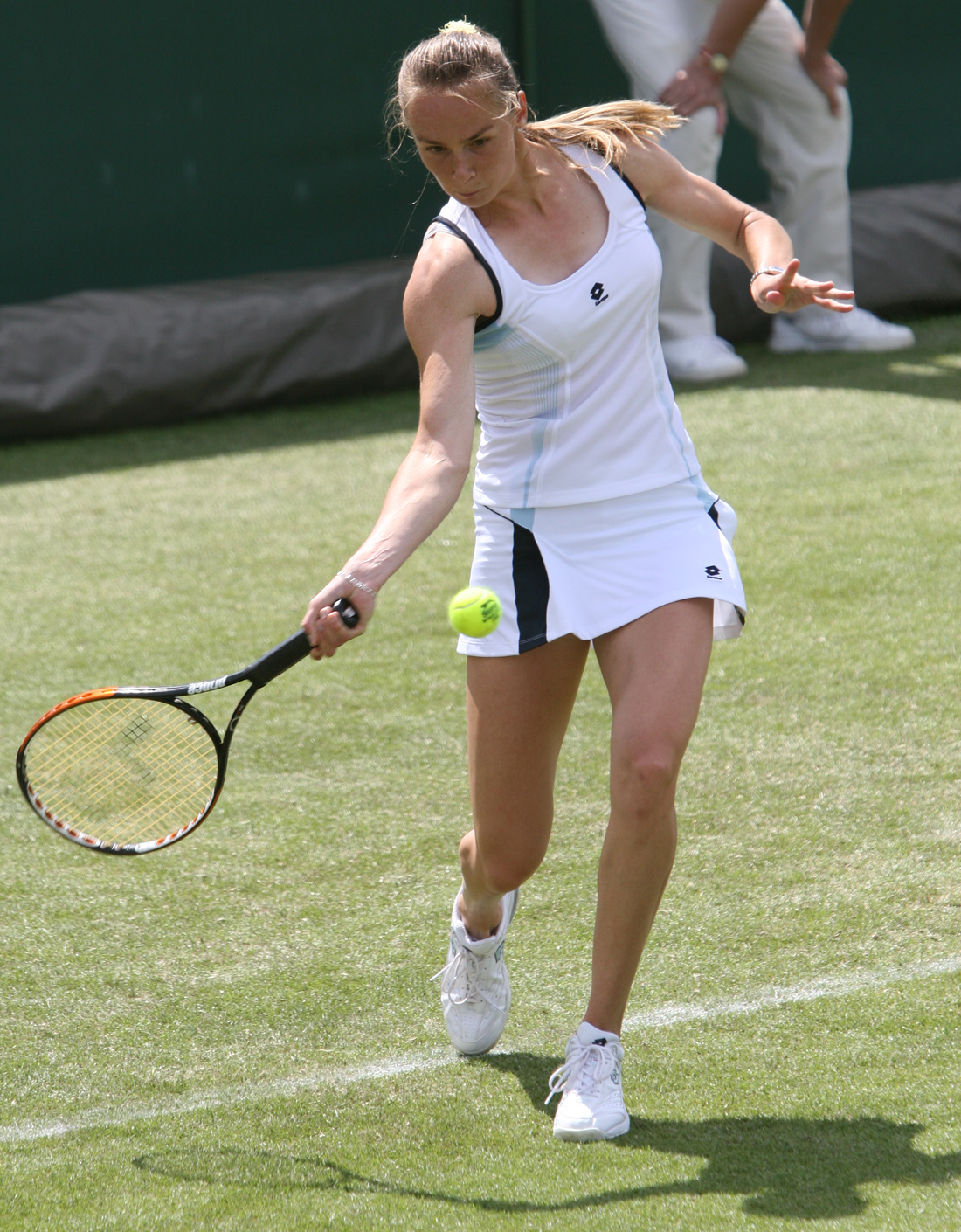
Rybarikova nel 2008

Nel 2008 prende parte alle qualificazioni nel torneo Copa Colsanitas ma senza successo. Rimanendo nell'America Latina, riesce ad entrare nel tabellone principale al torneo Abierto Mexicano Telcel; si scontra all'esordio contro Yvonne Meusburger, contro la quale perde in due lottati sets. A Praga supera il primo turno per la prima volta (si impone su Meghann Shaughnessy), ma si ritira nel match contro Vera Zvonarëva. Fa il suo debutto Slam nel tabellone principale nel Roland Garros. Superate Roberta Vinci, per 8-6 al terzo set, Johanna Larsson e Christina Wheeler nelle qualificazioni, si impone su Karolina Šprem al primo turno nel main draw con il punteggio di 7–6(3) 3-6 8-6, prima di venire letteralmente spazzata via da Dinara Safina, futura finalista e nº 14 del mondo.
Raccoglie un'altra vittoria al primo turno a Barcellona, ma cede successivamente contro Stéphanie Cohen-Aloro.
A Wimbledon, in seguito alle vittorie su Anda Perianu, Sesil Karatančeva e Regina Kulikova, raggiunge Monica Niculescu al primo turno dello Slam londinese; tuttavia, verrà sconfitta in rimonta per 1-6 6-3 6-4. Prende parte al torneo Gaz de France Grand Prix, dove colleziona una vittoria, prima di perdere contro Alizé Cornet, nº 20 del mondo. Disputa gli US Open come ottantanovesima tennista al mondo; qui si impone sulle meglio classificate Gisela Dulko e Tamira Paszek, cedendo poi contro la Top 20 Patty Schnyder.
Raggiunge la sua prima semifinale WTA a Tashkent, ma è costretta a ritirarsi contro Sorana Cîrstea dopo aver perso il primo parziale.

### 2009: primo titolo WTA e Top 50

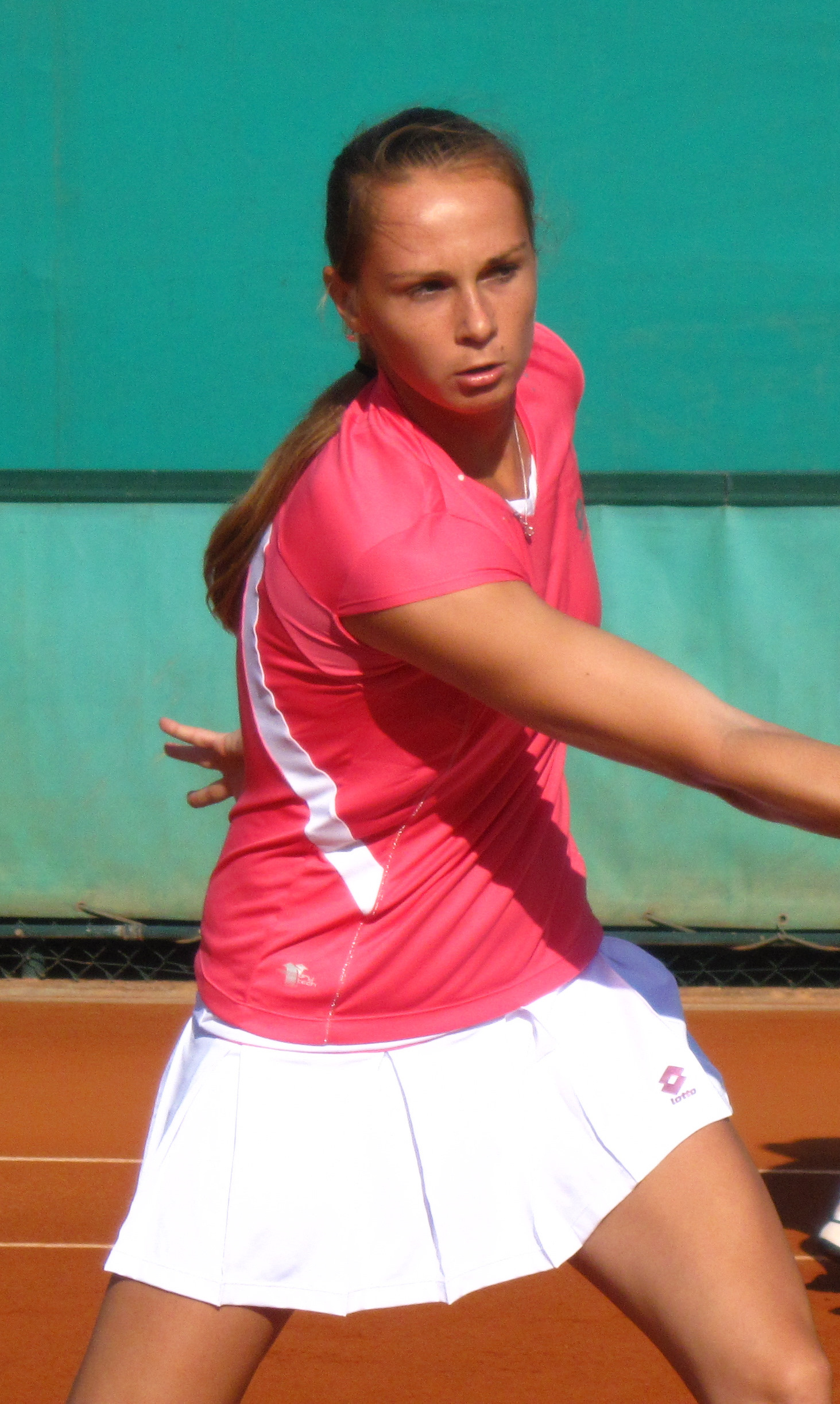
Rybarikova nel 2009

Il 2009 vede la partecipazione della slovacca in più tornei maggiori. Dopo aver subito una sconfitta in tre sets ad Auckland all'esordio, viene fermata a Hobart in semifinale da Iveta Melzer, sconfiggendo tra le altre Flavia Pennetta (nº 13 del mondo). Entrata nella Top 50, disputa gli Australian Open uscendo al primo turno contro Vera Zvonarëva, numero sette della classifica mondiale, impegnandola per il primo set.
Nel torneo di Pattaya supera a sorpresa un'altra Top 15, stavolta Caroline Wozniacki, prima di venire sconfitta da Sania Mirza nella seconda semifinale stagionale. Esce di scena all'esordio a Dubai contro Samantha Stosur; al secondo turno a Monterrey contro Marion Bartoli; al primo turno contro Yanina Wickmayer a Indian Wells; al secondo turno a Miami e Barcellona contro Amélie Mauresmo e Nastas'sja Jakimava. Colleziona, in seguito, tre sconfitte all'esordio a Stoccarda, Roma e Madrid. Nel Roland Garros viene annichilita dalla Top 10 Jelena Janković.
Il periodo negativo sembra finire con la conquista del primo titolo in carriera sull'erba di Birmingham. Qui supera: Akgul Amanmuradova per 6-4 6-4; Chanelle Scheepers per 6(8)–7 6-1 6-3; Zheng Jie, nº 16 del mondo, per 7–6(10) 6-4; Urszula Radwańska per 6-3 6-3; Sania Mirza per 3-6 6-0 6-3 e Li Na, nº 20 del mondo ed ex numero due, per 6-0 7–6(2). Subisce una battuta d'arresto a Londra e a Praga, dove viene sconfitta da Roberta Vinci e Timea Bacsinszky.
Disputa i quarti di finale a Bad Gastein, sconfitta da Ioana Raluca Olaru, mentre subisce un'altra sconfitta all'esordio a Cincinnati. Si qualifica per il Premier 5 di Toronto, ma cede ad Ana Ivanović. Successivamente, a New Haven supera le qualificazioni e si impone su Francesca Schiavone ed usufruisce del ritiro di Marion Bartoli sul punteggio di 1-6 7–6(5) 2-0; subisce la vendetta della Top 10 Flavia Pennetta. Ripete il terzo turno agli US Open, dove viene sconfitta da Venus Williams, numero tre del mondo.
Raggiunge i quarti di finale nel Hansol Korea Open e nel Toray Pan Pacific Open (in quest'ultimo si impone su Nadia Petrova). Seguono due sconfitte all'esordio a Pechino e a Mosca.

### 2010: crisi

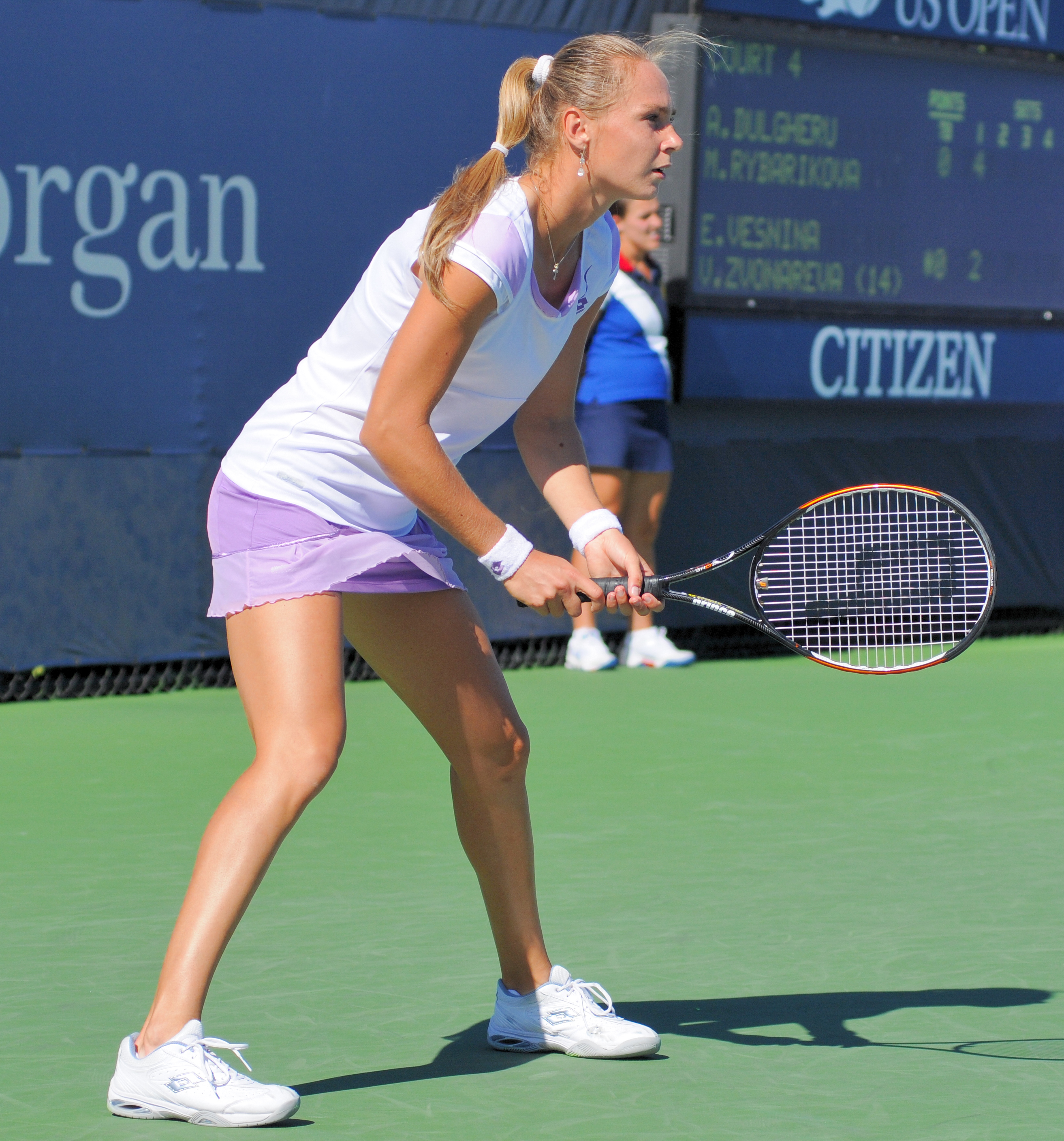
Rybarikova nel 2010

Il 2010 è un anno di crisi per la tennista slovacca, che riesce a spingersi solo fino ai quarti di finale di un unico torneo nel corso di tutto l'anno.
Infatti, la stagione non si avvia nel migliore dei modi, poiché viene annichilita da Shahar Peer nel secondo turno ad Auckland; esce al primo turno a Hobart, agli Australian Open e Dubai.
Disputa l'unico quarto di finale dell'anno in Malaysia, ma perde contro Elena Dement'eva, numero sette del mondo. Riprendono i scarsi risultati a Indian Wells (primo turno), a Miami (secondo turno), a Ponte Vedra Beach (primo turno), Charleston (secondo turno), Estoril (primo turno), Madrid (primo turno), Varsavia (secondo turno) e Roland Garros (secondo turno).
Si presenta a Birmingham come campionessa in carica, ma esce al terzo turno. In seguito, perde nel secondo turno a s-Herogenbosch e all'esordio a Wimbledon.
Si alternano le sconfitte al primo e al secondo turno nei tornei di: Praga, Istanbul, US Open, Tashkent, Osaka. A fine anno crolla alla posizione nº 104 del mondo.

### 2011: secondo titolo WTA
È costretta a giocare le qualificazioni a Hobart: ha successo, anche se con visibili difficoltà; tuttavia, cede ad Alla Kudrjavceva al primo turno del tabellone principale. Agli Australian Open subisce una pesante rimonta da parte di Kaia Kanepi.
Prende parte al torneo di Memphis dove, con una serie di cinque vittorie, si aggiudica il secondo titolo in carriera. Si impone su: Vania King per 6-1 3-6 7-6, Anne Keothavong per 6-4 3-6 6-1, Alexa Glatch per 6-3 6-2, Lucie Hradecká per 6-4 4-6 6-4 e Rebecca Marino, la quale si ritira dopo aver perso il primo set per 6-2. Grazie ai 280 punti conquistati, sale alla posizione nº 67 del mondo, un salto in avanti di 38 posti.
Successivamente, non si qualifica a Indian Wells, mentre a Charleston esce all'esordio. Contro ogni prognostico elimina Marion Bartoli a Barcellona, prima di perdere contro Virginie Razzano. Non si qualifica a Madrid, mentre colleziona due sconfitte al primo turno a Strasburgo e Roland Garros.
Raggiunge i quarti di finale a Birmingham, torneo che l'ha vista trionfare due anni fa, ma viene sconfitta da Sabine Lisicki. In seguito, è costretta a ritirarsi nel match contro Viktoryja Azaranka a Wimbledon, mentre viene rimontata all'esordio da Aravane Rezaï in Texas. Agli US Open non va oltre il primo turno, perdendo contro Lucie Šafářová.
Si impone con difficoltà sulla nº 469 del mondo, Nigina Abduraimova, a Tashkent, prima di perdere contro la Top 300 Victoria Larrière. Raggiunge la seconda finale del 2011 a Guangzhou, dove cede a Chanelle Scheepers con un doppio 2-6; si impone tra le altre su Jarmila Wolfe, numero trentaquattro del mondo. Seguono le sconfitte all'esordio a Tokyo contro Dominika Cibulková, mentre è costretta al ritiro a Linz contro Evgenija Rodina.

### 2012: terzo titolo WTA

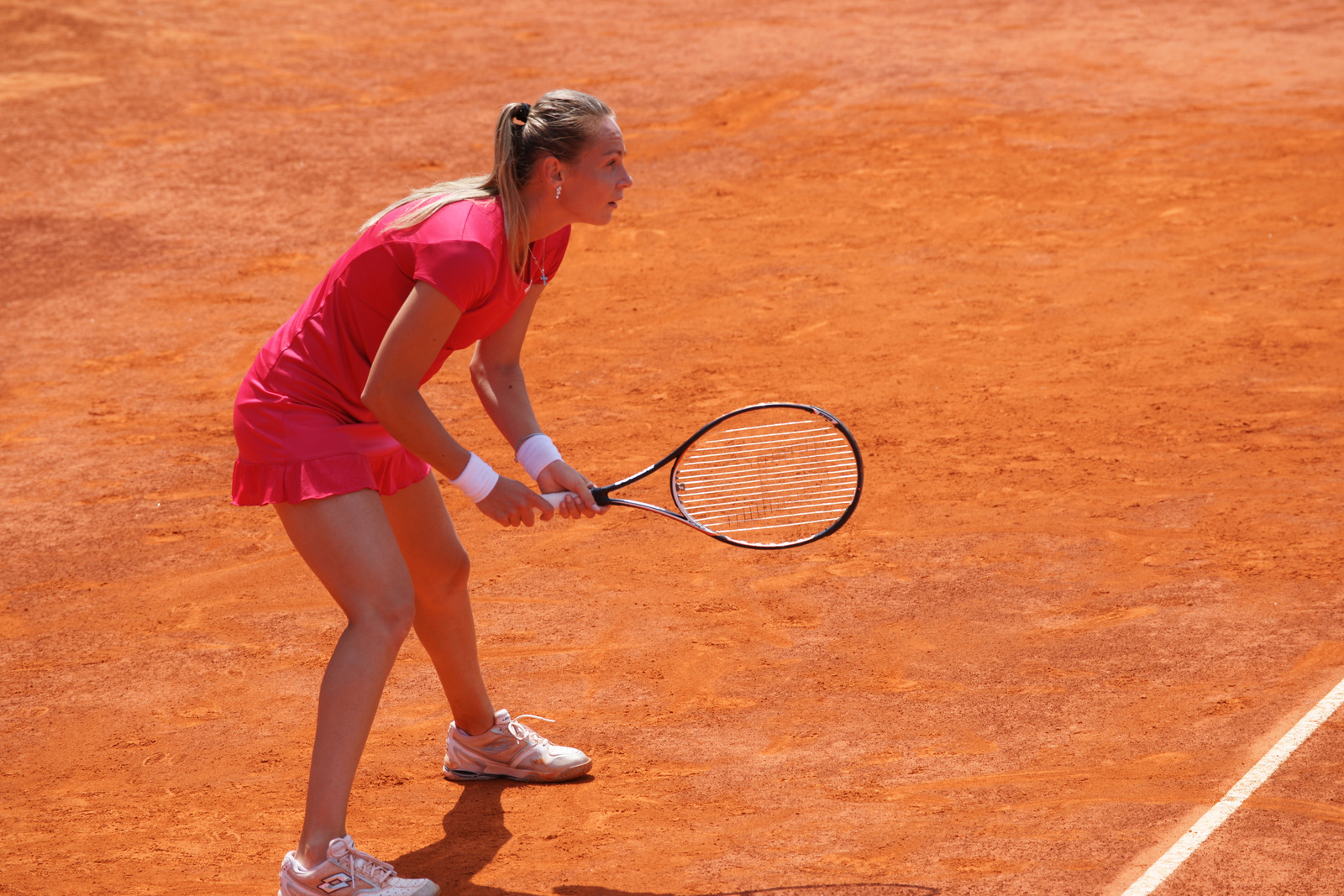
Rybarikova nel 2012

Apre l'anno malamente, in quanto perde all'esordio ad Auckland contro Elena Vesnina e agli Australian Open contro Dominika Cibulková. In qualità di campionessa in carica, gioca il torneo di Memphis, ma perde rovinosamente all'esordio contro Jamie Hampton. Nel torneo di Acapulco cede nei quarti di finale a Irina-Camelia Begu per 1-6 2-6, mentre a Indian Wells nel secondo turno perde nuovamente contro Cibulkova, per poi venire estromessa all'esordio a Miami da Madison Keys (nº 275 del mondo). Successivamente, non va oltre il primo turno a Fes, a Bucarest e a Parigi.
Ritorna in campo a Wimbledon, scesa alla posizione nº 122, perdendo contro Agnieszka Radwańska. Nel torneo di Baku torna alla vittorie, imponendosi su Eva Birnerová per 6-1 6-1 e Tamarine Tanasugarn per 6-1 6-0, per poi venire fermata da Julia Cohen. Si aggiudica il terzo titolo in carriera a Washington, dove si impone, tra le altre, sulle prime tre teste di serie: Chanelle Scheepers al primo turno, Sloane Stephens in semifinale ed Anastasija Pavljučenkova in finale. Ciò le permette di risalire la classifica dalla 102ª alla 66ª posizione. Si qualifica per il mai draw degli US Open superando il primo turno, prima di perdere contro Zheng Jie.
L'ultima parte della stagione è poco soddisfacente, in quanto colleziona sconfitte al primo turno Tashkent e Linz. Mentre perde da Lourdes Domínguez Lino nel secondo turno in Lussemburgo.

### 2013: quarto titolo WTA e ritorno in Top 50
Il trend negativo continua anche ad Auckland e agli Australian Open, dove cede a Garbiñe Muguruza per 12-14 nel set decisivo. Superate le qualificazioni nel Premier di Parigi, estromette Virginie Razzano, prima di ritirarsi sotto di 0-4 contro Sara Errani. Nel torneo di Memphis raggiunge la semifinale, sconfitta da Sabine Lisicki, mentre a Florianopolis esce di scena nei quarti di finale contro Venus Williams. A Indian Wells accede al terzo turno in seguito alla vittoria sulla Top 20 Lucie Šafářová, ma perde contro Garbiñe Muguruza. Stessa sorte le tocca anche a Miami, dove si sbarazza di Mona Barthel nel secondo turno, venendo sconfitta poi da Agnieszka Radwańska. Successivamente, esce di scena all'esordio a Madrid, Roma e Bruxelles, mentre al Roland Garros perde al secondo turno contro Svetlana Kuznecova in rimonta, tornando in Top 50. 

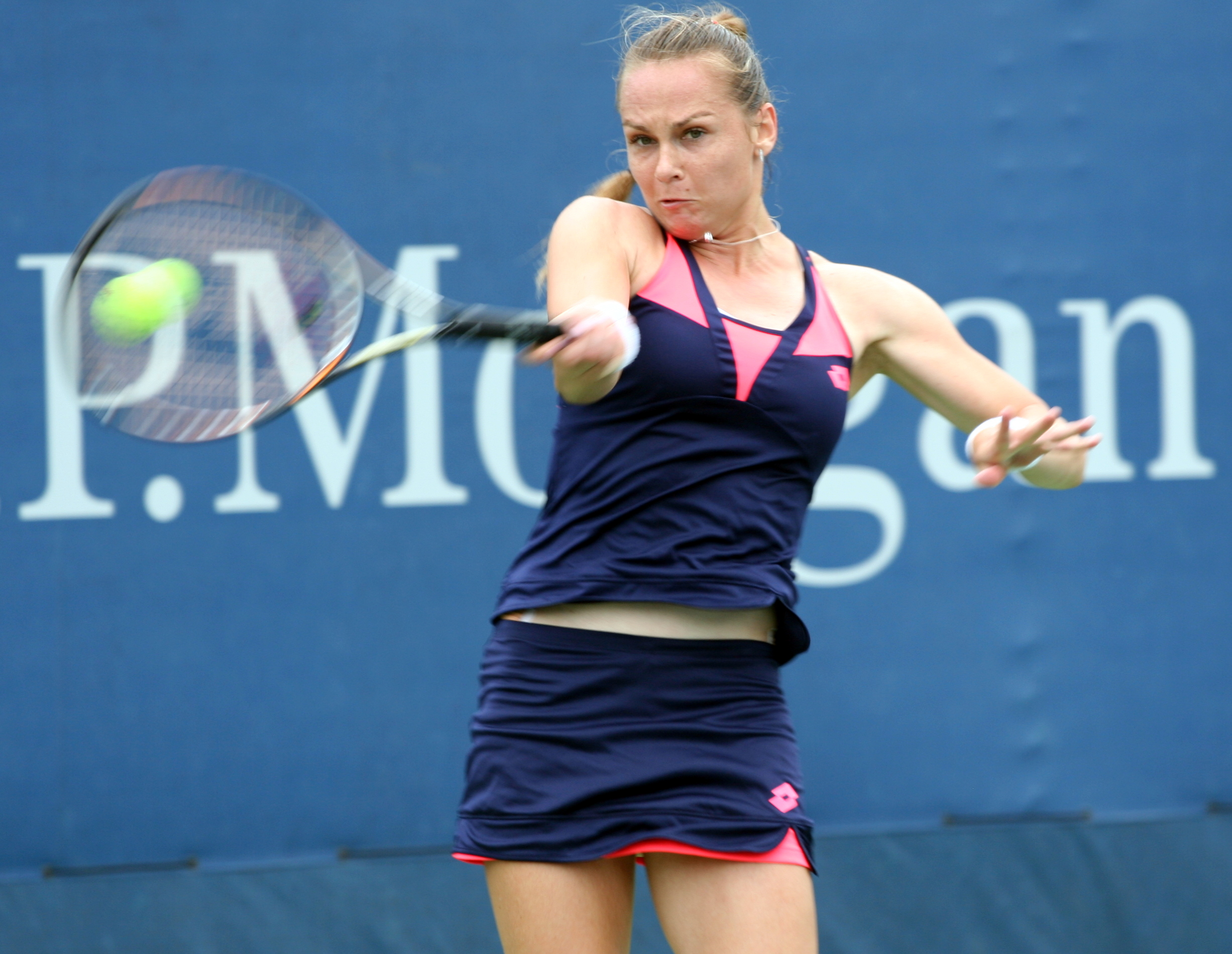
Rybarikova nel 2013

Nel torneo di Birmingham si sbarazza di Kirsten Flipkens, nº 20 del mondo, per poi cedere alla futura campionessa Donna Vekić in semifinale. Non brilla nei tornei di s-Hertogenbosch (ritiro nel secondo turno), subisce una clamorosa rimonta da parte di Barbora Strýcová a Wimbledon (7-5 0-6 1-6) ed esce di scena all'esordio a Stanford contro Madison Keys.
Tuttavia, si rifà a Washington, dove si aggiudica il quarto titolo in carriera. Nella corsa al titolo si impone su: Christina McHale per 2-6 6-4 6-2; Jana Čepelová per 7-5 5-7 7-5; Angelique Kerber, numero nove del mondo e sua prima vittoria Top 10, per 7–6(0) 3-6 6-3; Ekaterina Makarova, numero ventisette del mondo, per 6-2 6-0 ed Andrea Petković per 6-4 7–6(2). Si presenta a Toronto, dove sorprendentemente accede ai quarti di finali, grazie al ritiro di Marion Bartoli, nº 8 WTA, sul punteggio di 7–6(5) 1-0 in favore alla slovacca; tuttavia, viene spazzata via da Serena Williams. A fine torneo, per la prima volta entra nella Top 40, precisamente al 33º posto.
Nel torneo di Cincinnati viene sconfitta nel terzo turno da Viktoryja Azaranka. Questo risultato, proietta Ryrikova a ridosso della Top 30, ma viene sconfitta all'esordio agli US Open da Patricia Mayr-Achleitner. A Tokyo raggiunge il terzo turno, ma perde malamente contro la nº 8 del mondo, Caroline Wozniacki. In seguito, perde all'esordio a Pechino e a Linz, mentre a Mosca si ritira dopo aver perso il primo parziale nel secondo turno contro Simona Halep.

### 2014: prima finale Premier

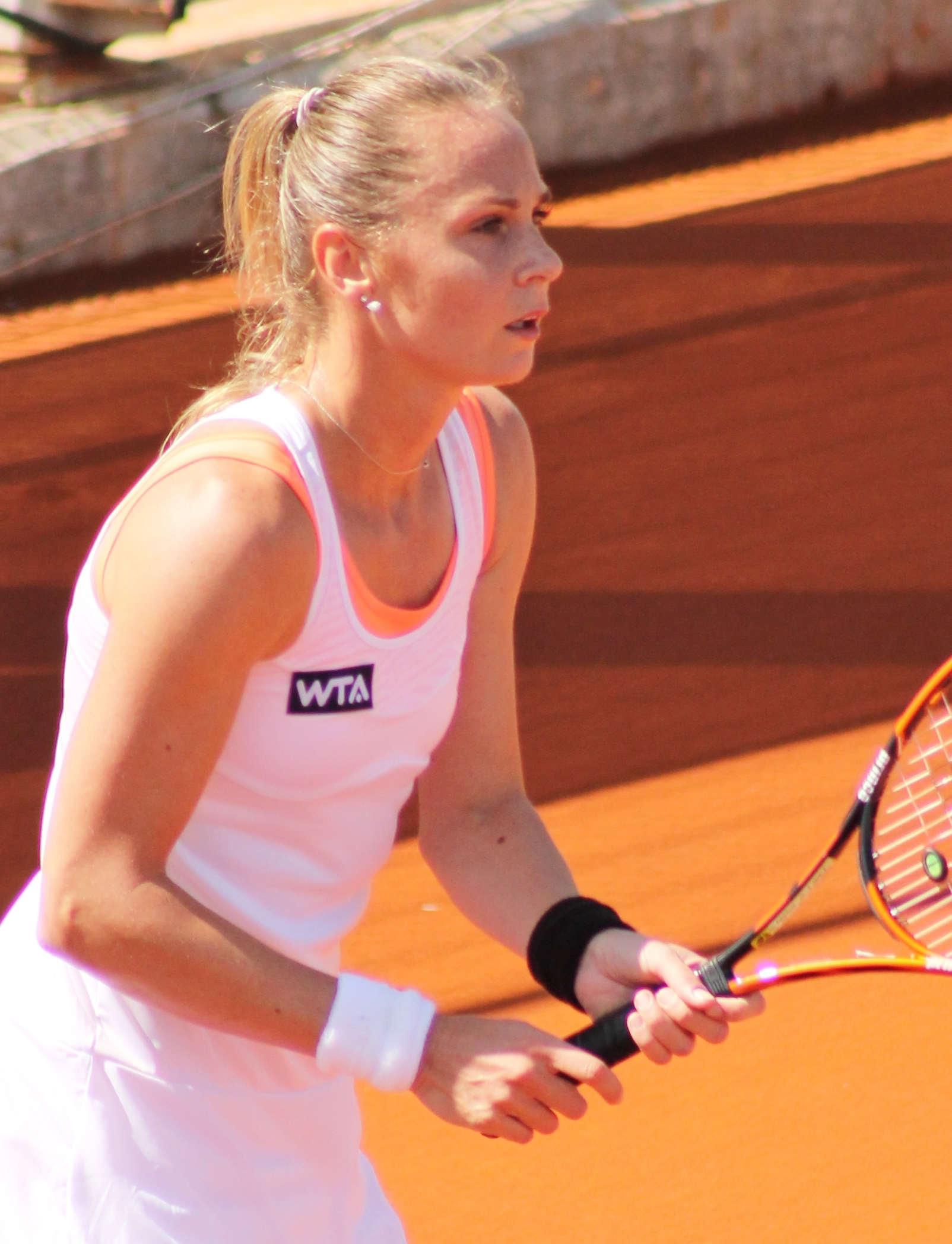
Rybarikova nel 2014

La prima parte della stagione non è particolarmente brillante, tant'è che la slovacca viene sconfitta nel primo turno a Brisbane e Hobort, mentre agli Australian Open nel secondo turno contro Kurumi Nara. Successivamente, viene rimontata nel match d'esordio a Parigi da Alizé Cornet; nel secondo turno a Doha porta la terza tennista del mondo Li Na al terzo set, ma perde ugualmente; ad Acapulco cede all'esordio ad Ajla Tomljanović; a Indian Wels non può far niente contro l'ottava forza del ranking Jelena Janković nel secondo turno; a Miami viene fermata da Mónica Puig nel primo turno. In seguito, raggiunge due quarti di finale a Monterrey e Katowice, perdendo rispettivamente contro Ana Ivanović e Carla Suárez Navarro.
Fino al torneo di s-Hertogenbosch, alterna sconfitte al primo e al secondo turno. In Olanda, invece, raggiunge la prima semifinale dell'anno, imponendosi tra le altre sulla Top 20 Andrea Petković, perdendo contro Zheng Jie. Seguono le sconfitte all'esordio a Wimbledon, Istanbul, Baku, Washington, Montréal e Cincinnati. Si riprende a New Haven, dove disputa la sua prima finale Premier, grazie alla vittoria su Simona Halep, numero due del mondo, per 6-2 4-6 6-3; nell'ultimo atto viene sconfitta da Petra Kvitová in due sets. Agli US Open, è costretta al ritiro all'esordio nel terzo set contro la futura finalista, Caroline Wozniacki.
Ritorna in campo a Seoul, dove esce di scena nei quarti di finale contro Christina McHale, complice un altro infortunio. Nell'ultimo torneo dell'anno, a Linz, si ritira per la terza volta consecutiva, stavolta contro Karin Knapp.

### 2015 - 2016: scarsi risultati

#### 2015

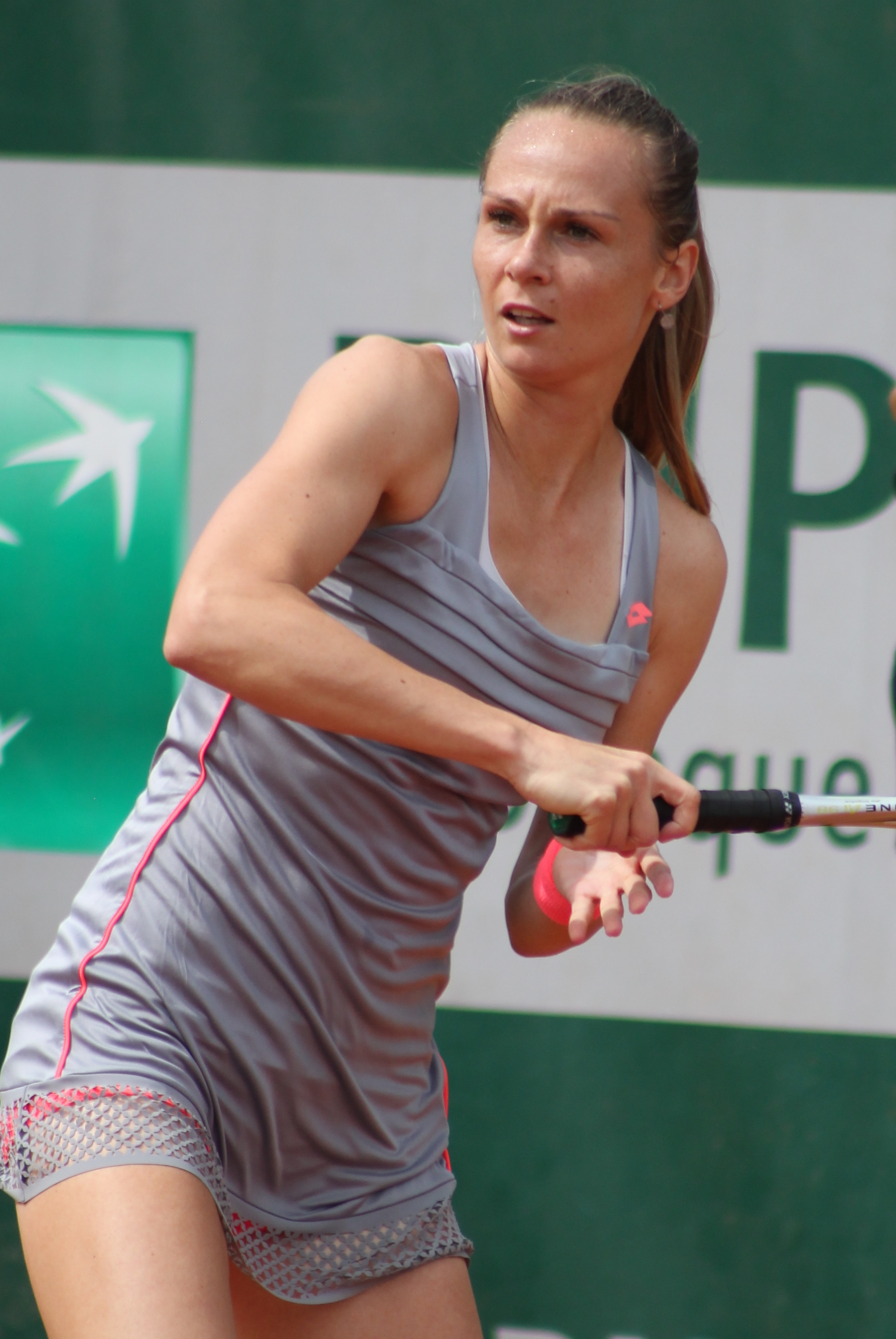
Rybarikova nel 2015

Come ogni inizio di stagione, non parte bene: incassa una pesante sconfitta contro Elina Svitolina per 0-6 2-6 a Brisbane e da Heather Watson a Hobart per 5-7 1-6. Si aggiudica il primo match dell'anno a Melbourne contro Ana Konjuh, prima di venire nettamente sconfitta da Peng Shuai. Non va oltre il primo turno ad Antwerp, mentre raggiunge i quarti di finale ad Acapulco, fermata dalla numero due del mondo, Marija Šarapova, per 6-1 4-6 6-2. Arriva il secondo quarto di finale a Monterrey, ma si ritira contro Caroline Garcia. Nei tornei di Indian Wells e Miami non va oltre il primo turno, sconfitta da Lara Arruabarrena Vecino ed Alison Van Uytvanck. Incontra di nuovo la belga a Katowice ed anche stavolta viene sconfitta. Esce di scena al secondo turno a Roma e Parigi per mano di Jelena Janković e Flavia Pennetta.
Inaugura la stagione sull'erba a Nottingham, dove viene estromessa da Johanna Konta. Prende parte al torneo di Birmingham, venendo eliminata da Sabine Lisicki. Si qualifica ad Eastbourne, ma viene subito fermata da Svetlana Kuznecova. Si spinge fino al terzo turno a Wimbledon dopo una splendida vittoria sulla Top 10 Ekaterina Makarova, ma viene rovinosamente sconfitta dalla nº 122 del mondo, Vol'ha Havarcova.
Disputa la prima semifinale della stagione a Istanbul, eliminando al primo turno la Top 20 Elina Svitolina; qui, cede a Urszula Radwańska. A Washington non va oltre il primo turno. Si qualifica a New Haven ed ha la meglio su Flavia Pennetta, prima di perdere contro Caroline Garcia.
Il finale di stagione vede la slovacca uscire di scena all'esordio agli Us Open contro Anastasija Pavljučenkova, al secondo turno a Seoul contro Aljaksandra Sasnovič, al primo turno a Wuhan contro Madison Keys, nelle qualificazioni a Pechino contro Bojana Jovanovski e al primo match a Linz contro Anna-Lena Friedsam.

#### 2016: quarti di finale a Indian Wells e infortunio

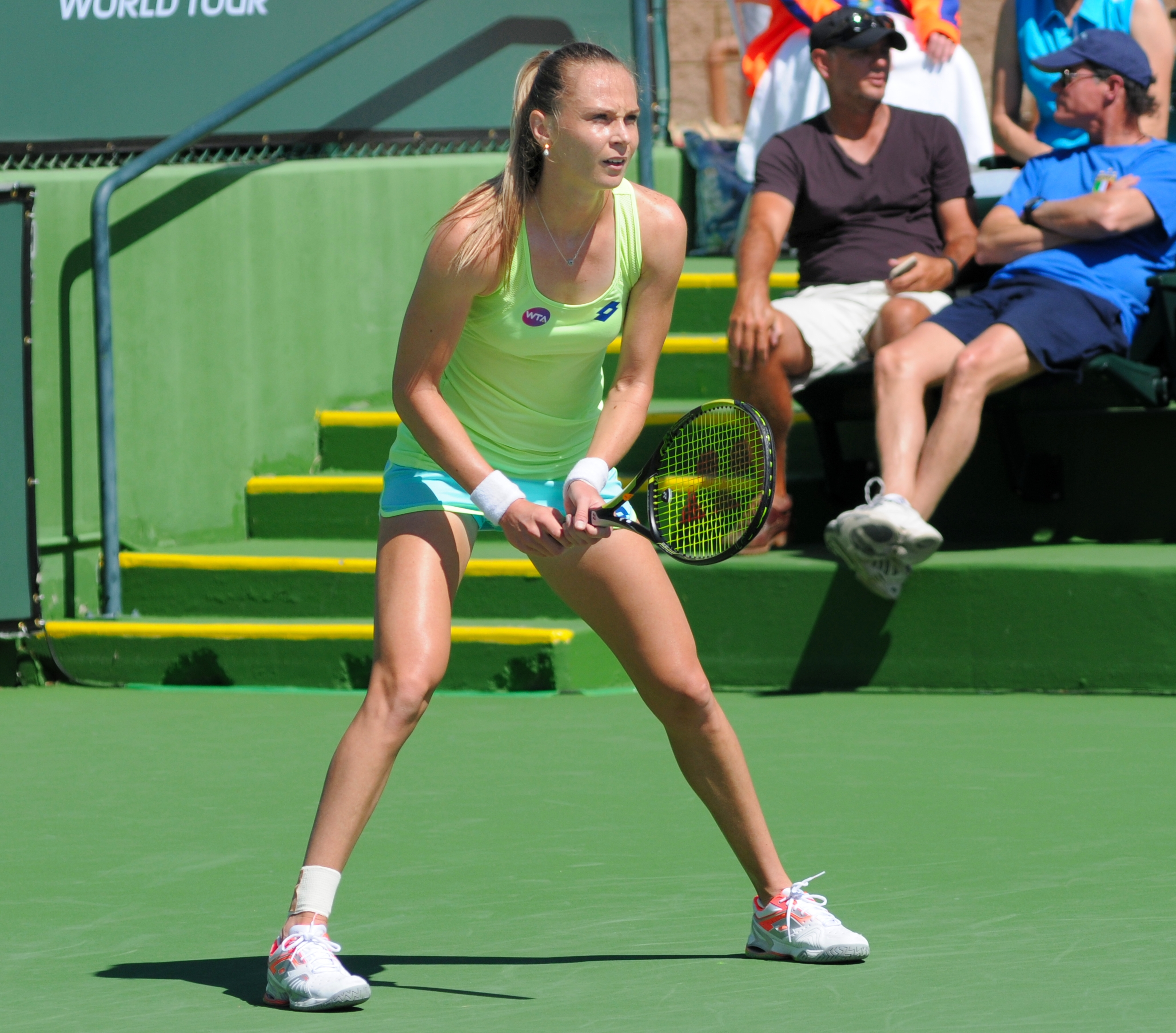
Rybarikova nel 2016

Apre la stagione con la sconfitta nelle qualificazioni ad Auckland, mentre ci riesce a Sydney. Tuttavia, verrà poi sconfitta da Mónica Puig. Conquista la prima vittoria, seppur sofferta, a Melbourne contro Yanina Wickmayer, prima di ritirarsi contro Lauren Davis. Si presenta in campo dopo poco più di mese a Monterrey, dove esce di scena all'esordio contro Sara Errani. Sorprende tutti a Indian Wells, dove in seguito alle vittorie su Belinda Bencic (nº 8 WTA) e Roberta Vinci (nº 10 WTA), disputa i quarti di finale; il match contro Viktoryja Azaranka è senza storia, tant'è che la slovacca non vince neanche un game: doppio baghel. Nel Roland Garros subisce una sonora sconfitta da parte di Serena Williams.
Scesa alla posizione nº 90, esce di scena nel secondo turno a Nottingham ritirandosi contro Tamira Paszek. Ritorna in campo a Londra, ma qui disputa il suo ultimo match della stagione: viene sconfitta dalla finalista dell'edizione 2014, Eugenie Bouchard.
Termina l'anno alla posizione nº 156 del ranking.

### 2017 - 2018: gli anni migliori

#### 2017: prima semifinale Slam a Wimbledon, settima finale WTA e Top 20

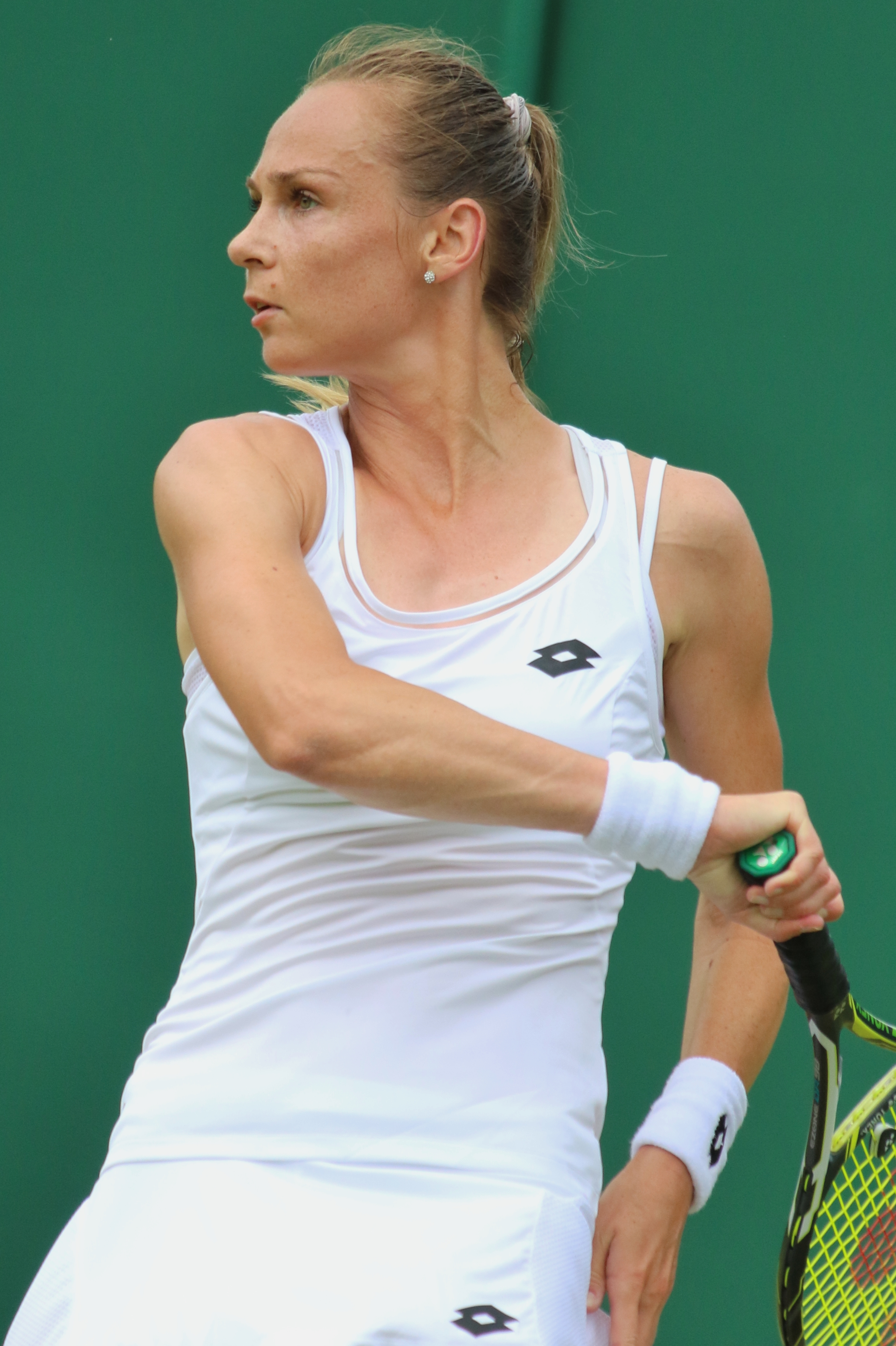
Rybarikova nel 2017

Arrivando a toccare la posizione nº 453 della classifica mondiale nella settimana del 20 marzo, disputa per quattro mesi i tornei ITF ottenendo altrettanti titoli. Ottiene una wildcard per disputare il Roland Garros riuscendo ad aggiudicarsi il primo match contro la Top 20 Coco Vandeweghe, prima di perdere per 6-8 nel terzo set contro Mariana Duque Mariño.
Si presenta nel torneo di Nottingham raggiungendo la semifinale, fermata dalla Top 10 Johanna Konta. Contro ogni prognostico e giocando con il ranking protetto, raggiunge la sua prima semifinale Slam a Wimbledon; sull'erba londinese estromette: Monica Niculescu per 6-4 6-1; Karolína Plíšková, numero tre del mondo, per 3-6 7-5 6-2; Lesja Curenko per 6-2 6-1; Petra Martić per 6-4 2-6 6-3 e Coco Vandeweghe, nº 25 del mondo, per 6-3 6-3. Affronta Garbiñe Muguruza, futura campionessa, contro la quale riuscirà a vincere solo due games. Grazie ai 780 punti ottenuti, sale dall'87º posto della classifica al 33°.
Nel torneo di Toronto si sbarazza di Mirjana Lučić-Baroni, prima di perdere contro Simona Halep. Agli US Open si impone su Camila Giorgi e Kristýna Plíšková, per poi perde nuovamente contro Muguruza con un doppio 1-6. Viene sconfitta al primo turno a Tokyo e a Wuhan, mentre si ritira nel secondo turno contro Simona Halep a Pechino. Disputa il torneo di Linz, dove raggiunge la settima finale in carriera; verrà sconfitta nettamente da Barbora Strýcová. Successivamente, nel torneo di Mosca si ritira ancora una volta contro Alizé Cornet, doppo essersi imposta su Marija Šarapova, ormai crollata oltre la Top 50.
Salita alla posizione nº 22 della classifica, disputa il torneo secondario alle WTA Finals, l'Elite Trophy di Zhuhai. Dopo la vittoria contro Kristina Mladenovic, nº 10 del mondo, per 7-5 1-6 7–6(5), non riesce a procedere verso la semifinale a causa della sconfitta inflittale da Julia Görges per 1-6 6(5)–7.
Conclude la stagione al ventesimo posto della classifica, venendo premiata in patria come la tennista slovacca dell'anno.

#### 2018: ottavi di finale agli Australian Open, seconda finale Premier ebest ranking

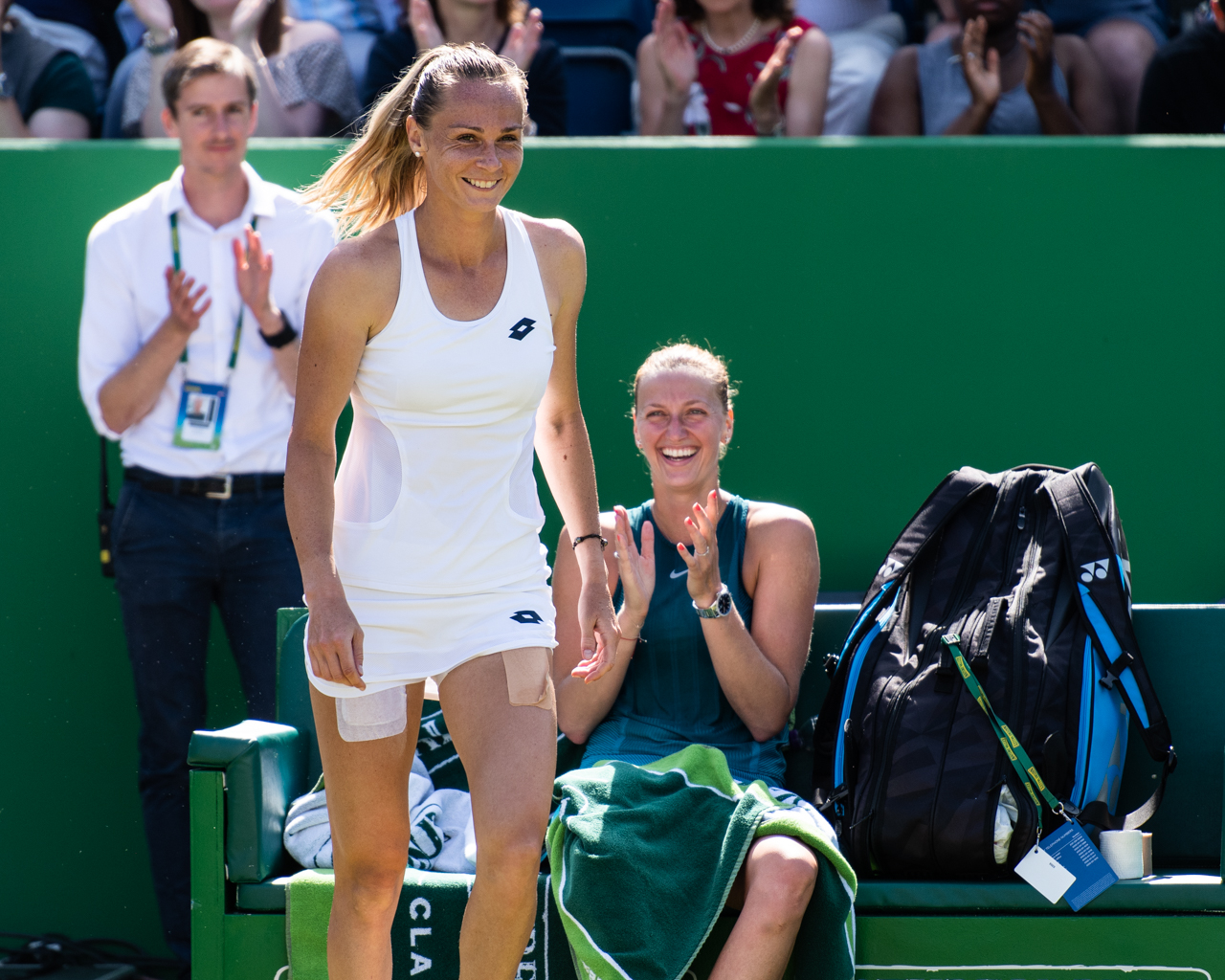
Rybarikova nel 2018, mentre si appresta a ricevere il titolo di runner-up per la finale persa a Birmingham contro Petra Kvitová (dietro)

Perde all'esordio contro Catherine Bellis, tornata in campo dopo due anni, a Sydney. Raggiunge per la prima volta gli ottavi di finale agli Australian Open, dove cede malamente a Caroline Wozniacki, futura campionessa. A Doha supera Fatma Al-Nabhani per 6-3 6-1, prima di ritirarsi contro Monica Niculescu. Non riesce a ripetere i quarti di finale raggiunti a Indian Wells l'anno precedente, in quanto perde all'esordio per mano di Sof'ja Žuk, raggiungendo comunque il best ranking, ovvero la posizione numero diciassette del mondo. Non fa meglio a Miami, uscendo nuovamente di scena contro Niculescu. Raggiunge i quarti di finale a Monterrey con le vittorie su Risa Ozaki e Jana Fett, prima di perdere nettamente contro Sachia Vickery. Nel torneo di Stoccarda, nel secondo turno, ruba un set a Simona Halep, ma poi subisce la rimonta. In seguito, sia a Madrid che a Roma perde al primo turno contro Johanna Konta. Giunge al Roland Garros, dove esce di scena al terzo turno contro Lesja Curenko.
La stagione sull'erba rappresenta per la slovacca l'ultimo momento memorabile del 2018. Dopo un secondo turno a Nottingham, raggiunge la finale nel torneo Premier di Birmingham. Qui si impone sulla numero tre del mondo, Karolína Plíšková, per 6-2 6-3; Kristina Mladenovic per 3-6 6-2 6-1; Dalila Jakupovič per 6-2 6-4 e Barbora Strýcová per 7-6 6-4. Nell'ultimo atto, nonostante l'ottimo avvio della slovacca (vittoria del primo parziale per 6-4), viene sconfitta in rimonta da Petra Kvitová. Successivamente, si ritira contro Hsieh Su-wei ad Eastbourne. Non riesce a ripetere e a difendere i punti della semifinale del 2017 a Wimbledon, in quanto viene sorpresa da Sorana Cîrstea.
I tornei successivi rappresentano l'inesorabile crollo in classifica: disputa un secondo turno a Montréal, primo turno a Cincinnati, secondo turno a New Haven, primo turno agli US Open, si ritira nel primo turno a Seoul, primo turno a Pechino, Linz e Mosca.

### 2019-2020: ultimi tornei prima del ritiro

#### 2019
Apre il nuovo anno con le sconfitte all'esordio a Brisbane, contro Donna Vekić, e agli Australian Open, contro la futura finalista Petra Kvitová. Successivamente, scende in campo a Indian Wells, venendo sconfitta da Tatjana Maria. Si aggiudica la prima vittoria il 20 marzo contro Natal'ja Vichljanceva, battendola con il punteggio di 1-6 7-5 7-6; tuttavia, cede contro Julia Görges. Ritorna ad aggiudicarsi più vittorie consecutive a Monterrey: Misaki Doi per 2-6 7-6 6-4, Stefanie Vögele per 5-7 6-2 6-3 e Sachia Vickery per 6-4 6-4; viene fermata dalla futura campionessa, Garbiñe Muguruza. Subisce la rimonta da parte di Ysaline Bonaventure nel primo turno a Rabat, mentre si ritira contro Irina Maria Bara a Madrid. Non fa meglio nemmeno al Roland Garros, sconfitta da Johanna Larsson.
Si ritira ancora una volta a Nottingham contro Astra Sharma, mentre a Wimbledon sorprende imponendosi su Aryna Sabalenka, decima testa di serie, per 6-2 6-4; viene poi sconfitta dalla sorpresa del torneo Cori Gauff.
Conclude la stagione con la sconfitta nelle qualificazioni agli US Open, dove cede in rimonta a Han Na-lae.

#### 2020: ritiro
Senza disputare alcuna partita ufficiale nel 2020, annuncia il suo ritiro il 6 marzo, che originariamente sarebbe dovuto avvenire dopo la finale di Fed Cup. A causa della successiva posticipazione dell'evento al 2021 in seguito alla pandemia di COVID-19, nel mese di ottobre 2020 chiarisce che non sarebbe tornata in campo l'anno dopo.

## Statistiche

### Singolare

#### Vittorie (4)
| Legenda               |
| --------------------- |
| Grande Slam (0)       |
| Ori olimpici (0)      |
| WTA Finals (0)        |
| Premier Mandatory (0) |
| Premier 5 (0)         |
| Premier (0)           |
| International (4)     |

| N. | Data             | Torneo                      | Superficie  | Avversaria in finale     | Punteggio   |
| 1. | 14 giugno 2009   | AEGON Classic, Birmingham   | Erba        | Li Na                    | 6-0, 7-6(2) |
| 2. | 19 febbraio 2011 | Cellular South Cup, Memphis | Cemento (i) | Rebecca Marino           | 6-2, rit.   |
| 3. | 4 agosto 2012    | Citi Open, Washington       | Cemento     | Anastasija Pavljučenkova | 6-1, 6-1    |
| 4. | 4 agosto 2013    | Citi Open, Washington (2)   | Cemento     | Andrea Petković          | 6-4, 7-6(2) |

#### Sconfitte (4)
| Legenda               |
| --------------------- |
| Grande Slam (0)       |
| Argenti olimpici (0)  |
| WTA Finals (0)        |
| Premier Mandatory (0) |
| Premier 5 (0)         |
| Premier (2)           |
| International (2)     |

| N. | Data              | Torneo                                       | Superficie  | Avversaria in finale | Punteggio     |
| 1. | 24 settembre 2011 | Guangzhou International Women's Open, Canton | Cemento     | Chanelle Scheepers   | 2-6, 2-6      |
| 2. | 23 agosto 2014    | Connecticut Open, New Haven                  | Cemento     | Petra Kvitová        | 4-6, 2-6      |
| 3. | 15 ottobre 2017   | Upper Austria Ladies Linz, Linz              | Cemento (i) | Barbora Strýcová     | 4-6, 1-6      |
| 4. | 24 giugno 2018    | Nature Valley Classic, Birmingham            | Erba        | Petra Kvitová        | 6-4, 1-6, 2-6 |

### Doppio

#### Vittorie (1)
| Legenda               |
| --------------------- |
| Grande Slam (0)       |
| Ori olimpici (0)      |
| WTA Finals (0)        |
| Premier Mandatory (0) |
| Premier 5 (0)         |
| Premier (0)           |
| International (1)     |

| N. | Data          | Torneo                        | Superficie  | Compagna         | Avversarie in finale             | Punteggio |
| 1. | 5 maggio 2012 | Budapest Grand Prix, Budapest | Terra rossa | Janette Husárová | Eva Birnerová Michaëlla Krajicek | 6-4, 6-2  |

#### Sconfitte (1)
| Legenda               |
| --------------------- |
| Grande Slam (0)       |
| Argenti olimpici (0)  |
| WTA Finals (0)        |
| Premier Mandatory (0) |
| Premier 5 (0)         |
| Premier (0)           |
| International (1)     |

| N. | Data            | Torneo                  | Superficie | Compagna           | Avversarie in finale             | Punteggio |
| 1. | 25 ottobre 2010 | Tashkent Open, Tashkent | Cemento    | Alexandra Dulgheru | Aleksandra Panova Tat'jana Puček | 3-6, 4-6  |

## Statistiche ITF

### Singolare

#### Vittorie (9)
| Torneo $100.000 (3) |
| Torneo $80.000 (1)  |
| Torneo $75.000 (0)  |
| Torneo $60.000 (1)  |
| Torneo $50.000 (1)  |
| Torneo $25.000 (2)  |
| Torneo $15.000 (0)  |
| Torneo $10.000 (1)  |

| N. | Data              | Torneo                                     | Superficie  | Avversaria in finale | Punteggio   |
| 1. | 9 aprile 2005     | ITF Women's Circuit Cairo, Il Cairo        | Terra rossa | Sarah Raab           | 6-1, 6-3    |
| 2. | 17 settembre 2005 | Save Cup, Mestre                           | Terra rossa | Kira Nagy            | 6-2, 7-5    |
| 3. | 29 marzo 2008     | Neva Cup, San Pietroburgo                  | Cemento (i) | Anna Lapušchenkova   | 6-4, 6-2    |
| 4. | 12 aprile 2008    | Patras Cup, Patrasso                       | Cemento     | Anne Keothavong      | 6-3, 7-5    |
| 5. | 15 maggio 2011    | Sparta Prague WTA, Praga                   | Terra rossa | Petra Kvitová        | 6-3, 6-4    |
| 6. | 7 maggio 2017     | Kangaroo Cup, Gifu                         | Sintetico   | Zhu Lin              | 6-2, 6-3    |
| 7. | 14 maggio 2017    | Fukuoka International Women's Cup, Fukuoka | Sintetico   | Jang Su-jeong        | 6-2, 6-3    |
| 8. | 11 giugno 2017    | Surbiton Trophy, Surbiton                  | Erba        | Heather Watson       | 6-4, 7-5    |
| 9. | 25 giugno 2017    | Aegon Ilkley Trophy, Ilkley                | Erba        | Alison Van Uytvanck  | 7-5, 7-6(3) |

#### Sconfitte (8)
| Torneo $100.000 (4) |
| Torneo $80.000 (0)  |
| Torneo $75.000 (0)  |
| Torneo $60.000 (0)  |
| Torneo $50.000 (0)  |
| Torneo $25.000 (3)  |
| Torneo $15.000 (0)  |
| Torneo $10.000 (1)  |

| N. | Data             | Torneo                                           | Superficie    | Avversaria in finale | Punteggio           |
| 1. | 21 marzo 2005    | ITF Women's Circuit Ain Alsoukhna, Ain Alsoukhna | Terra rossa   | Monica Niculescu     | 3-6, 4-6            |
| 2. | 14 agosto 2005   | Hechingen Ladies Open, Hechingen                 | Terra rossa   | Kirsten Flipkens     | 4-6, 3-6            |
| 3. | 18 febbraio 2007 | ECM Indoor Cup, Praga                            | Sintetico (i) | Petra Kvitová        | 5-7, 6(2)-7         |
| 4. | 9 dicembre 2007  | Zubr Cup, Přerov                                 | Cemento (i)   | Petra Kvitová        | 5-7, 3-6            |
| 5. | 10 agosto 2008   | ITF Women's Circuit Monterrey, Monterrey         | Cemento       | Jaroslava Švedova    | 4-6, 1-6            |
| 6. | 3 ottobre 2010   | Ningbo Challenger, Ningbo                        | Cemento       | Alberta Brianti      | 4-6, 4-6            |
| 7. | 12 febbraio 2012 | Dow Corning Tennis Classic, Midland              | Cemento (i)   | Vol'ha Havarcova     | 3-6, 7-6(6), 6(5)-7 |
| 8. | 9 giugno 2019    | Surbiton Trophy, Surbiton                        | Erba          | Alison Riske         | 7-6(3), 2-6, 2-6    |

### Doppio

#### Vittorie (1)
| Torneo $100.000 (1) |
| Torneo $80.000 (0)  |
| Torneo $75.000 (0)  |
| Torneo $60.000 (0)  |
| Torneo $50.000 (0)  |
| Torneo $25.000 (0)  |
| Torneo $15.000 (0)  |
| Torneo $10.000 (0)  |

| N. | Data           | Torneo                                   | Superficie | Compagna       | Avversarie in finale           | Punteggio        |
| 1. | 10 agosto 2008 | ITF Women's Circuit Monterrey, Monterrey | Cemento    | Jelena Pandžić | Monique Adamczak Melanie South | 4-6, 6-4, [10-8] |

## Grand Slam Junior

### Singolare

#### Sconfitte (1)
| Tornei del Grande Slam  |
| ----------------------- |
| Australian Open (0)     |
| Open di Francia (0)     |
| Torneo di Wimbledon (1) |
| US Open (0)             |

| N. | Data          | Torneo                      | Superficie | Avversario in finale | Punteggio     |
| 1. | 8 luglio 2006 | Torneo di Wimbledon, Londra | Erba       | Caroline Wozniacki   | 6-3, 1-6, 3-6 |

## Risultati in progressione
| Sigla | Risultato               |
| ----- | ----------------------- |
| V     | Vincitore               |
| F     | Finalista               |
| SF    | Semifinalista           |
| O     | Oro olimpico            |
| A     | Argento olimpico        |
| SF    | Bronzo olimpico         |
| QF    | Quarti di Finale        |
| 4T    | Quarto turno            |
| 3T    | Terzo turno             |
| 2T    | Secondo turno           |
| 1T    | Primo turno             |
| RR    | Round Robin             |
| LQ    | Turno di qualificazione |
| A     | Assente                 |
| ND    | Non disputato           |

| Legenda superfici    |
| -------------------- |
| Cemento              |
| Terra battuta        |
| Erba                 |
| Superficie variabile |

### Singolare
| Tornei del Grande Slam    |               |               |               |               |               |               |               |               |       |               |               |               |     |               |               |               |               |             |
| Australian Open           | A             | A             | A             | A             | A             | 1T            | 1T            | 1T            | 1T    | 1T            | 2T            | 2T            | 2T  | A             | 4T            | 1T            | A             | 6-10        |
| Open di Francia           | A             | A             | A             | A             | 2T            | 2T            | 2T            | 1T            | 1T    | 2T            | 2T            | 2T            | 1T  | 2T            | 3T            | 1T            | Rit.          | 9-12        |
| Wimbledon                 | A             | A             | A             | Q1            | 1T            | 1T            | 1T            | 1T            | 1T    | 1T            | 1T            | 3T            | 1T  | SF            | 1T            | 2T            | Rit.          | 7-12        |
| US Open                   | A             | A             | A             | A             | 3T            | 3T            | 1T            | 1T            | 2T    | 1T            | 1T            | 1T            | A   | 3T            | 1T            | Q1            | Rit.          | 7-10        |
| Win-Loss                  | 0–0           | 0–0           | 0–0           | 0–0           | 3–3           | 3–4           | 1–4           | 0–4           | 1–4   | 1–4           | 2–4           | 4-4           | 1-3 | 8-3           | 5-4           | 1-3           | 0-0           | 30-44       |
| Giochi olimpici           |               |               |               |               |               |               |               |               |       |               |               |               |     |               |               |               |               |             |
| Giochi olimpici estivi    | A             | Non disputato | Non disputato | Non disputato | 2T            | Non disputato | Non disputato | Non disputato | A     | Non disputato | Non disputato | Non disputato | A   | Non disputato | Non disputato | Non disputato | Non disputato | 1–1         |
| Tornei di fine anno       |               |               |               |               |               |               |               |               |       |               |               |               |     |               |               |               |               |             |
| WTA Tour Championships    | A             | A             | A             | A             | A             | A             | A             | A             | A     | A             | A             | A             | A   | A             | A             | A             | Rit.          | 0–0         |
| Premier Mandatory         |               |               |               |               |               |               |               |               |       |               |               |               |     |               |               |               |               |             |
| Indian Wells              | A             | A             | A             | A             | A             | 1T            | 1T            | A             | 2T    | 3T            | 3T            | 1T            | QF  | A             | 2T            | 1T            | Rit.          | 8-9         |
| Miami                     | A             | A             | A             | A             | A             | 2T            | 2T            | Q1            | 1T    | 3T            | 1T            | 1T            | A   | A             | 2T            | 1T            | Rit.          | 4–8         |
| Madrid                    | Non disputato | Non disputato | Non disputato | Non disputato | Non disputato | 1T            | 1T            | Q2            | A     | 1T            | 2T            | A             | A   | A             | 1T            | Q1            | Rit.          | 1–5         |
| Pechino                   | Non Tier I    | Non Tier I    | Non Tier I    | Non Tier I    | Non Tier I    | 1T            | A             | A             | A     | 1T            | A             | Q1            | A   | 2T            | 1T            | A             | Rit.          | 1-4         |
| Premier 5                 |               |               |               |               |               |               |               |               |       |               |               |               |     |               |               |               |               |             |
| Dubai                     | Non Tier I    | Non Tier I    | Non Tier I    | Non Tier I    | Non Tier I    | 1T            | 1T            | A             | NP5   | NP5           | NP5           | A             | A   | A             | A             | A             | A             | 0–2         |
| Doha                      | Non Premier 5 | Non Premier 5 | Non Premier 5 | Non Premier 5 | Non Premier 5 | Non Premier 5 | Non Premier 5 | Non Premier 5 | A     | A             | 2T            | A             | A   | A             | A             | A             | A             | 1–1         |
| Roma                      | A             | A             | A             | A             | A             | 1T            | A             | A             | A     | 1T            | 1T            | 2T            | A   | A             | 1T            | A             | Rit.          | 1–5         |
| Montréal / Toronto        | A             | A             | A             | A             | A             | 1T            | A             | A             | A     | QF            | 2T            | Q1            | A   | 2T            | 2T            | A             | Rit.          | 4–3         |
| Cincinnati                | Non Tier I    | Non Tier I    | Non Tier I    | Non Tier I    | Non Tier I    | 1T            | A             | A             | A     | 3T            | 1T            | Q1            | A   | Q2            | 1T            | A             | Rit.          | 2–3         |
| Tokyo / Wuhan             | A             | A             | A             | A             | A             | A             | A             | A             | Q1    | 3T            | A             | 1T            | A   | 1T            | A             | A             | Rit.          | 2–3         |
| Carriera                  |               |               |               |               |               |               |               |               |       |               |               |               |     |               |               |               |               |             |
| Tornei vinti              | 0             | 0             | 0             | 0             | 0             | 1             | 0             | 1             | 1     | 1             | 0             | 0             | 0   | 0             | 0             | 0             | 0             | 4           |
| Vittorie-sconfitte totali | 8–3           | 34–11         | 18–10         | 50–29         | 48–20         | 32–26         | 21–28         | 27–18         | 29–24 | 32–22         | 20-26         | 16-22         | 6-7 | 19-10         | 14-21         | 5-8           | 0-0           | 329–252     |
| Ranking di fine anno      | 924           | 302           | 330           | 279           | 58            | 45            | 104           | 72            | 62    | 38            | 51            | 77            | 156 | 20            | 49            | 173           | 182           | $ 5.252.044 |

## Vittorie contro giocatrici Top 10
| Stagione | 2011 | 2012 | 2013 | 2014 | 2015 | 2016 | 2017 | 2018 | Totale |
| Vittorie | 2    | 1    | 1    | 2    | 2    | 1    | 9    |      |        |

| #    | Giocatrice            | Ranking | Evento                          | Superficie  | Turno | Punteggio        | Rank. MRR |
| ---- | --------------------- | ------- | ------------------------------- | ----------- | ----- | ---------------- | --------- |
| 2011 |                       |         |                                 |             |       |                  |           |
| 1.   | Petra Kvitová         | 10      | Prague Open, Praga              | Terra rossa | F     | 6-3, 6-4         | 72        |
| 2013 |                       |         |                                 |             |       |                  |           |
| 2.   | Angelique Kerber      | 9       | Washington Open, Washington     | Cemento     | QF    | 7-6(0), 3-6, 6-3 | 43        |
| 3.   | Marion Bartoli        | 8       | Canadian Open, Toronto          | Cemento     | 3T    | 7-6(5), 1-0 rit. | 42        |
| 2014 |                       |         |                                 |             |       |                  |           |
| 4.   | Simona Halep          | 2       | New Haven Open, New Haven       | Cemento     | 2T    | 6-2, 4-6, 6-3    | 68        |
| 2015 |                       |         |                                 |             |       |                  |           |
| 5.   | Ekaterina Makarova    | 8       | Torneo di Wimbledon, Londra     | Erba        | 2T    | 6-2, 7-5         | 65        |
| 2016 |                       |         |                                 |             |       |                  |           |
| 6.   | Belinda Bencic        | 8       | Indian Wells Open, Indian Wells | Cemento     | 3T    | 6-4, 3-6, 6-3    | 97        |
| 7.   | Roberta Vinci         | 10      | Indian Wells Open, Indian Wells | Cemento     | 4T    | 6-2, 2-0 rit.    | 97        |
| 2017 |                       |         |                                 |             |       |                  |           |
| 8.   | Karolína Plíšková (1) | 3       | Torneo di Wimbledon, Londra     | Erba        | 2T    | 3-6, 7-5, 6-2    | 87        |
| 9.   | Kristina Mladenovic   | 10      | WTA Elite Trophy, Zhuhai        | Cemento (i) | RR    | 7-5, 1-6, 7-6(5) | 22        |
| 2018 |                       |         |                                 |             |       |                  |           |
| 10.  | Karolína Plíšková (2) | 7       | Birmingham Classic, Birmingham  | Erba        | 1T    | 6-2, 6-3         | 19        |